# Caterina Venturini
Caterina Venturini (Amelia, 11 gennaio 1975) è una scrittrice e sceneggiatrice italiana.

## Biografia
Nata ad Amelia l'11 gennaio 1975, si laurea in Letteratura italiana moderna e contemporanea nel ‘99 presso la facoltà di Lettere e Filosofia dell'Università “La Sapienza” di Roma. Si trasferisce nello stesso anno a Milano dove frequenta un master presso il Centro Europeo Scuola Educazione Cultura, e intraprende varie collaborazioni editoriali, tra cui quella con Bompiani nella sezione Letteratura straniera di Elisabetta Sgarbi.
Torna a Roma nel 2003, dopo aver vinto una borsa di Dottorato in Storia delle Scritture Femminili, che produce il saggio: La poesia ottusa di Amelia Rosselli. Rapporti con Neoavanguardia e Femminismo.
Per alcuni anni è cultrice della materia presso la cattedra di Letteratura italiana moderna e contemporanea della facoltà di Scienze Umanistiche dell'Università “La Sapienza” di Roma, e insegnante di lettere presso vari licei capitolini. Ha insegnato presso il Centro Sperimentale di Cinematografia di Roma.
Ha scritto articoli, prefazioni e saggi di critica letteraria per Avanguardia, Comunicare letteratura, Decanter, Absolutepoetry.
Ha pubblicato racconti su riviste: In pensiero, Leggere donna e nell'antologia Fili di parole.
Il suo primo romanzo Le tue stelle sono nane per Fazi Editore è uscito nel 2009. Il secondo romanzo, L'anno breve, è uscito il 10 marzo 2016, pubblicato da  Rizzoli Editore.
Ha scritto con Stefano Rulli, Sandro Petraglia, Daniele Luchetti la sceneggiatura del film Anni felici (2013), regia di Daniele Luchetti.

## Opere
- Le tue stelle sono nane, Fazi Editore, 2009 - ISBN 9788864110035
- L'anno breve, Rizzoli Editore, 2016 - ISBN 9788817085779
- Quchi, quello che ho ingoiato, E/O Editore, 2022 - ISBN 9788833574721

### Sceneggiatrice
- Anni felici, regia di Daniele Luchetti (2013)

## Riconoscimenti
- 2008 – Concorso letterario Fili di Parole, Giulio Perrone Editore 
  - Primo premio per Coriandoli

- 2014 – Nastro d'argento
  - Candidarura Miglior sceneggiatura a Daniele Luchetti,  Sandro Petraglia, Stefano Rulli e Caterina Venturini